# 딜런 브루노
딜런 브루노(Dylan Bruno, 1972년 9월 6일 ~ )는 미국의 배우, 전 모델이다.

## 출연 작품

### 영화
- 햄버거 힐 2 (1998)
- 라이언 일병 구하기 (1998)
- 캐리 2 (1999)
- 더 원 (2001)
- 테이큰 3 (2014)

### 텔레비전
- 넘버스 (2005-10)
- NCIS (2010)
- 씰 팀 (2018)